# Communauté de communes de la région d'Albertville
La Communauté de communes de la région d'Albertville (Co.RAL) est une ancienne intercommunalité française (2002-2016), située dans le département de la Savoie en région Rhône-Alpes.

## Géographie
La Co.RAL se situe au centre-est du département de la Savoie, porte d'entrée de la Vallée de la Tarentaise, du Parc naturel régional des Bauges et du Val d'Arly. Elle est limitrophe avec le département de la Haute-Savoie. Elle se trouve entre les massifs des Bauges, du Beaufortain et la Chaîne des Aravis. Son altitude varie entre 318 mètres à Gilly-sur-Isère et 2 680 mètres sur la commune de Cevins.

## Histoire
La communauté de communes de la région d'Albertville a été créée par arrêté préfectoral le 28 novembre 2002.
Elle fusionne pour donner le 1er janvier 2017 la communauté d'agglomération Arlysère.

## Composition
La Communauté de communes de la région d'Albertville (Co.RAL) regroupe les dix-huit communes suivantes :
| Nom                  | Code Insee | Gentilé        | Superficie (km2) | Population (dernière pop. légale) | Densité (hab./km2) |
| -------------------- | ---------- | -------------- | ---------------- | --------------------------------- | ------------------ |
| Albertville (siège)  | 73011      | Albertvillois  | 17,54            | 18 950 (2014)                     | 1 080              |
| Allondaz             | 73014      | Allondains     | 4,08             | 256 (2014)                        | 63                 |
| La Bâthie            | 73032      | Bathiolains    | 22,45            | 2 158 (2014)                      | 96                 |
| Césarches            | 73061      | Césarchais     | 2,90             | 417 (2014)                        | 144                |
| Cevins               | 73063      | Cevinois       | 32,66            | 709 (2014)                        | 22                 |
| Esserts-Blay         | 73110      | Blaychérains   | 15,51            | 795 (2014)                        | 51                 |
| Gilly-sur-Isère      | 73124      | Gillerains     | 7,03             | 2 912 (2014)                      | 414                |
| Grignon              | 73130      | Grignolains    | 9,29             | 2 011 (2014)                      | 216                |
| Marthod              | 73153      | Martholains    | 14,78            | 1 388 (2014)                      | 94                 |
| Mercury              | 73154      | Chevronnais    | 22,33            | 3 013 (2014)                      | 135                |
| Monthion             | 73170      | Monthionais    | 6,36             | 543 (2014)                        | 85                 |
| Pallud               | 73196      | Pallurains     | 5,20             | 749 (2014)                        | 144                |
| Rognaix              | 73216      | Rognairains    | 8,98             | 453 (2014)                        | 50                 |
| Saint-Paul-sur-Isère | 73268      | Saint-Paulains | 20,93            | 514 (2014)                        | 25                 |
| Thénésol             | 73292      | Thesolais      | 5,49             | 278 (2014)                        | 51                 |
| Tours-en-Savoie      | 73298      | Tourserains    | 15,37            | 941 (2014)                        | 61                 |
| Ugine                | 73303      | Uginois        | 57,36            | 7 019 (2014)                      | 122                |
| Venthon              | 73308      | Venthonais     | 2,50             | 635 (2014)                        | 254                |

## Démographie
| 1968   | 1975   | 1982   | 1990   | 1999   | 2010   | 2013   |
| ------ | ------ | ------ | ------ | ------ | ------ | ------ |
| 33 742 | 36 172 | 37 061 | 38 920 | 39 302 | 42 942 | 43 610 |

### Pyramide des âges
| Hommes | Classe d’âge | Femmes |
| ------ | ------------ | ------ |
| 0,5    | 90 ans ou +  | 1,0    |
| 6,8    | 75 à 89 ans  | 10,3   |
| 14,6   | 60 à 74 ans  | 16,0   |
| 21,3   | 45 à 59 ans  | 21,0   |
| 20,5   | 30 à 44 ans  | 18,6   |
| 17,4   | 15 à 29 ans  | 15,8   |
| 19,0   | 0 à 14 ans   | 17,3   |

| Hommes | Classe d’âge | Femmes |
| ------ | ------------ | ------ |
| 0,4    | 90 ans ou +  | 1,1    |
| 6,3    | 75 à 89 ans  | 9,5    |
| 13,8   | 60 à 74 ans  | 14,7   |
| 20,9   | 45 à 59 ans  | 20,4   |
| 21,2   | 30 à 44 ans  | 20,2   |
| 18,2   | 15 à 29 ans  | 16,5   |
| 19,4   | 0 à 14 ans   | 17,5   |

## Administration

### Statut
Le regroupement de communes a dès sa création pris la forme d’une communauté de communes. L’intercommunalité est enregistrée au répertoire des entreprises sous le code SIREN 247 300 767. Son activité est enregistrée sous le code APE 8411Z

### Présidents
| Période                                  | Période  | Identité            | Étiquette | Qualité          |
| ---------------------------------------- | -------- | ------------------- | --------- | ---------------- |
| 2002                                     | En cours | François Cantamessa | DVD       | Maire de Venthon |
| Les données manquantes sont à compléter. |          |                     |           |                  |

### Conseil communautaire
À la suite de la réforme des collectivités territoriales de 2013, les conseillers communautaires dans les communes de plus de 1000 habitants sont élus au suffrage universel direct en même temps que les conseillers municipaux. Dans les communes de moins de 1000 habitants, les conseillers communautaires seront désignés parmi le conseil municipal élu dans l'ordre du tableau des conseillers municipaux en commençant par le maire puis les adjoints et enfin les conseillers municipaux. Les règles de composition des conseils communautaires ayant changé, celui-ci comptera à partir de mars 2014 soixante-et-un conseillers communautaires qui sont répartis comme suit :
| Nombre de conseillers | Communes                                                                                |
| --------------------- | --------------------------------------------------------------------------------------- |
| 15                    | Albertville                                                                             |
| 7                     | Ugine                                                                                   |
| 5                     | Gilly-sur-Isère et Mercury                                                              |
| 4                     | La Bâthie et Grignon                                                                    |
| 2                     | Cevins, Esserts-Blay, Marthod, Pallud, Saint-Paul-sur-Isère, Tours-en-Savoie et Venthon |
| 1                     | Allondaz, Césarches, Monthion, Rognaix et Thénésol                                      |

### Bureau
Le conseil communautaire élit un président et des vice-présidents. Ces derniers, avec d'autres membres du conseil communautaire, constituent le bureau. Le conseil communautaire délègue une partie de ses compétences au bureau et au président.
| Nom                 | Fonction            | Qualité                            |
| ------------------- | ------------------- | ---------------------------------- |
| François Cantamessa | Président           | Maire de Venthon                   |
| Martine Berthet     | 1er vice-présidente | Maire d'Albertville                |
| Franck Lombard      | 2e vice-président   | Maire d'Ugine                      |
| Michel Rota         | 3e vice-président   | 2e adjoint au maire de Mercury     |
| Pascale Masoero     | 4e vice-présidente  | 8e adjointe au maire d'Albertville |
| Emmanuel Lombard    | 5e vice-président   | Adjoint au maire d'Ugine           |
| Patrice Burdet      | 6e vice-président   | Maire de Rognaix                   |
| Vincent Rolland     | 7e vice-président   | 1er Adjoint au maire d'Albertville |
| Philippe Garzon     | 8e vice-président   | Adjoint au maire d'Ugine           |
| Bruno Karst         | 9e vice-président   | 1er adjoint au maire de Grignon    |
| Chantal Martin      | 10e vice-présidente | Maire de Tours-en-Savoie           |
| Jean-Pierre André   | 10e vice-président  | Maire de La Bâthie                 |

### Compétences
Les actions qu'entreprend la Communauté de communes de la région d'Albertville sont celles que les communes ont souhaité lui transférer. Ces dernières sont définies dans ses statuts.
- Aménagement de l'espace
- Développement économique
- Protection et mise en valeur de l'environnement
- Équipements culturels, sportifs et scolaires (halle olympique d'Albertville, dôme théâtre, piscine de Gilly-sur-Isère)
- Déplacements (réseau de transport urbain ("Je prends le bus") d'Albertville)

### Identité visuelle
| Logotype de la Communauté de communes de la région d'Albertville. | La Communauté de communes de la région d'Albertville (Co.RAL) s’est dotée d’un logotype. |